# 스태틱-X
스태틱-X(Static-X)는 미국의 메탈 밴드이다.

## 디스코그래피
- Wisconsin Death Trip (1999)
- Machine (2001)
- Shadow Zone (2003)
- Start a War (2005)
- Cannibal (2007)
- Cult of Static (2009)
- Project: Regeneration Vol. 1 (2020)

## 구성원
웨인 스태틱 (Wayne Static, 리드 보컬, 기타), 코이시 후쿠다 (Koichi Fukuda, 리드 기타, 키보드), 닉 오시로 (Nick Oshiro, 드럼)로 구성되어 있다.